# 7675 Gorizia
7675 Gorizia eller 1995 WT5 är en asteroid i huvudbältet som upptäcktes den 23 november 1995 av Farra d'Isonzo-observatoriet i Farra d'Isonzo. Den är uppkallad efter den italienska staden Gorizia.